# ビルマ語
ビルマ語（ビルマご、ビルマ語: မြန်မာဘာသာစကား、ALA-LC翻字法: Mranʻ mā bhāsā ca kā"、IPA: /mjəmà bàd̪à zəɡá/ ミャマー・バーダーザガー）は、シナ・チベット語族のチベット・ビルマ語派（チベット・ミャンマー語派）ビルマ・ロロ語群に属し、ミャンマー連邦共和国の公用語である。ミャンマー連邦の総人口は約4,913万人（1999年の推計）であるが、ビルマ族のみならず同国内に135いるとされる諸民族の共通語ともなっている。他にバングラデシュ・マレーシア・タイなどにも話者がいる。なお現在のところ、日本の公教育においては東京外国語大学及び大阪大学外国語学部で専攻語として開講されているのみで、専門的な学習の機会や場は多くない。ミャンマー語と呼ばれることもある。
表記にはビルマ文字が用いられる（参照: #文字）が、文字と実際の発音には様々な隔たりが見られる（参照: #音声）。
日本語における「ミャンマー語」と「ビルマ語」は、同一の意味を持つ。本項目では説明がない限り「ビルマ語」として名称を統一するものとする。

## 歴史

### 古ビルマ語
中華人民共和国南西部ではビルマ語と近縁の彝語が話されているが、ビルマ語の祖語にあたる言語はそこから南下して紀元後9世紀までの間に現在のミャンマー（ビルマ）の地にもたらされたと考えられる。そしてその言語がその地に暮らしていたモン族 (Mon) の言語であるモン語やパーリ語の仏典と接触した結果、チベット・ビルマ諸語の土台にモン・クメール諸語の基層や表記体系に加えてパーリ語仏典のイデオロギー的な上部構造を兼ね備えた言語が生まれた。表記体系に関してはモン族が使っていた文字が11世紀後半ごろにビルマ語に使われるようになった（ビルマ文字）。12世紀前後には仏教徒の功徳を記録した碑文が多数現れるようになる。この時代に書かれたビルマ語を「古ビルマ語」（11世紀 - 16世紀）と呼ぶ。古ビルマ語の資料の中で年代のはっきりしている記録として最も古いものが「ミャゼーディー碑文」（1112年）のビルマ語である。これは四面体の石柱に同一の内容がモン語、パーリ語、ピュー語、そしてビルマ語の4つの言語で刻まれているもので、「ビルマのロゼッタストーン」とも呼ばれる。問題の地域の宮廷では書き言葉としてモン語が用いられていたが、12世紀までにビルマ語が代わってその地位を得ることとなった。

### 中ビルマ語
この「古ビルマ語」から、15世紀 - 16世紀にその骨格が成立したと考えられる「ビルマ文語」（Middle Burmese、中ビルマ語、16世紀 - 18世紀）を経て、

### 現代ビルマ語
現代ビルマ語（Modern Burmese、18世紀中頃 - ）に至ったとされる。

## 文字

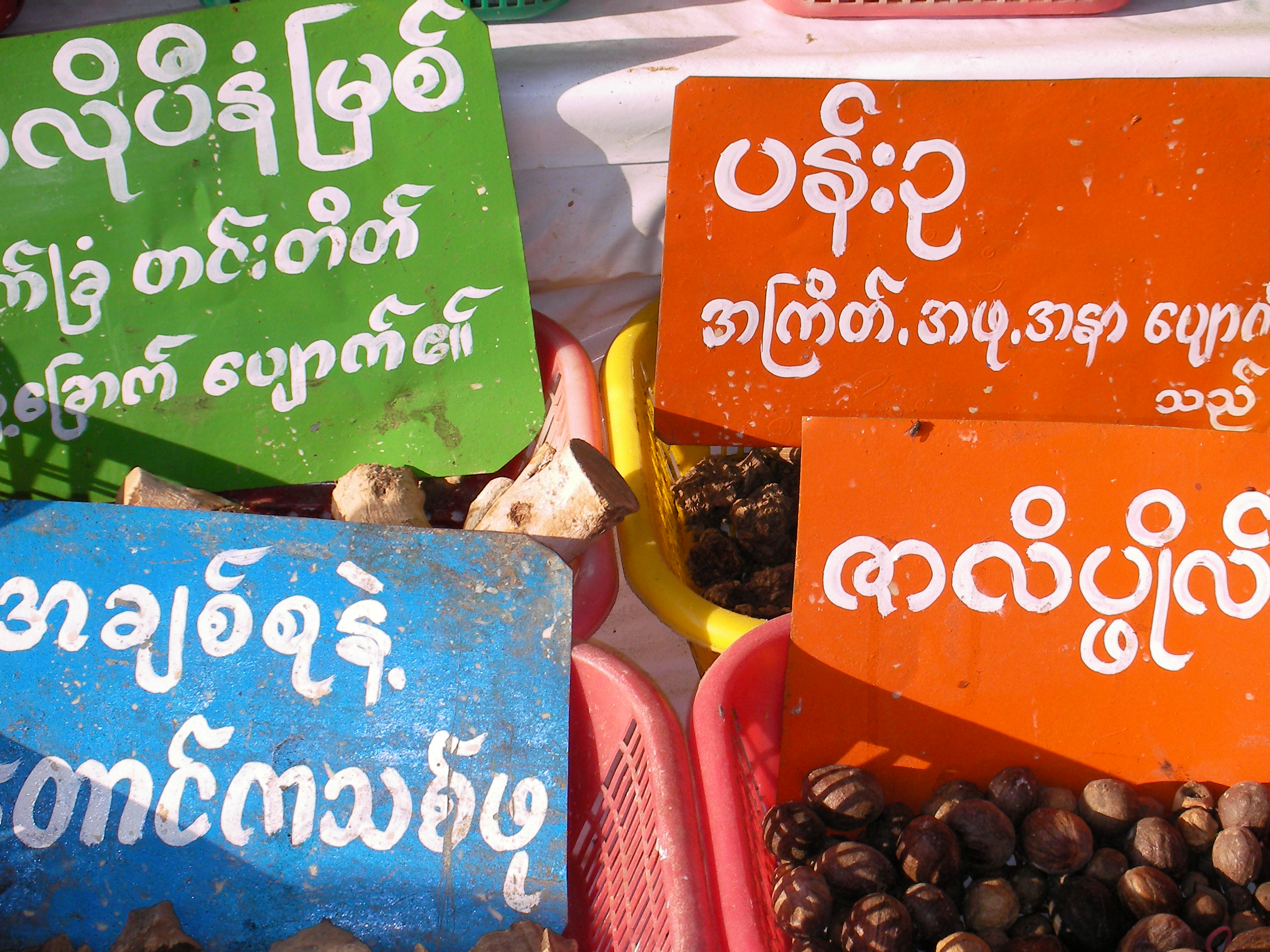
ビルマ文字の使用例

子音を表す基本字母の周囲に母音記号と声調が組み合わさり文字を形成する。文字は、全体的に丸っこい形が特徴的である。
- 基本字母 - 子音を表し、33個ある。同じ発音をさす文字が複数ある場合もある[3]。
- 複合文字 - 基本字母に、y, w, 無声化 などを示す記号が付いたもの。
- 母音記号は、声調との組合わせで決まる（参照: ビルマ文字#末子音）。母音は7個あり、声調との組合わせは7 × 3 = 21個である。
- 末子音 -N, ʔ（声門閉鎖音）で終わることを示す文字が複数ある。

句読点には ။（。句点）と ၊（、読点）を用いる。特有のビルマ数字をもつ。

## 音声
ビルマ語の発音は日本語を通して見ると理解し難いものが多く、音便による発音の変化や語末の促音（厳密には声門閉鎖音 [ʔ]）などのほか先述のような同音異字の存在のために、文字だけを見て容易に発音を知ることはできない。

### 母音
以下、必要に応じて、国際音声記号 (IPA) を // や [] 書きで併記する。また表記のラテン文字転写には様々な方法があるが、ここでは極力ALA-LC翻字法を用いることとする。
母音は主に8種類あり、それぞれに3種類の声調の区別（詳しくは#声調にて解説）がある。他に鼻母音や末尾に声門閉鎖音がつく母音などがあるが、言い換えればビルマ語において閉音節と呼べるのものは鼻母音で終わるものと声門閉鎖音で終わるものの2種類しかないということである。以下の翻字は第1声調・第2声調・第3声調の順であり、ビルマ文字表記は他の子音字につく場合の形のものを3つずつ示した後に အ ʼa を素体としたものを3つずつの順である。
- a, ā, ā" [a] 母音の「ア」…無標, ာ(文字によっては ါ), ား(文字によっては ါး); အ, အာ, အား
- i, ī, ī" [i] 母音の「イ」…ိ, ီ, ီး; အိ(語によっては ဣ), အီ(指示代名詞〈これ〉の場合は ဤ), အီး
- u, ū, ū" [u] 日本語の母音「ウ」よりもっと唇を丸める…ု, ူ, ူး; အု(語によっては ဥ), အူ(語によっては ဦ), အူး(語によっては ဦး)
- e', e, e" [e] 日本語の母音「エ」より口を平らにする…ေ့, ေ, ေး; အေ့, အေ(語によっては ဧ), အေး
- ai', ayʻ, ai [ɛ] 日本語の母音「エ」より口を大きめに開く…ဲ့, 無標 + ယ်, ဲ; အဲ့, အယ်, အဲ
- ui', ui, ui" [o] 日本語の母音「オ」よりもっと唇を丸める…ို့, ို, ိုး; အို့, အို, အိုး
- o', oʻ, o [ɔ] 日本語の母音「オ」より口を大きめに開く…ော့, ော်(文字によっては ေါ်), ော; အော့, အော်, အော(語によっては ဩ)
- [ə] 上記の母音が弱化することにより生じる曖昧母音（専用の表記は存在しない）

- 鼻母音

"aN", "iN", "eiN" など母音の末尾が鼻音化するもの。綴りの上では末子音 "-m" "-n" "-ŋ" が残っているが、現在ビルマ語ではその区別が消失して全て鼻音化している。また、ビルマ語の二重母音は単独では存在しない。日本語の「愛」などといった発音は鼻母音を補って発音される。鼻母音は、"iN" [ɪ̃], "auN" [ãʊ̃], "aiN" [ãɪ̃], "aN" [œ̃], "eiN" [ẽʲ], "ouN" [õʷ], "uN(wuN)" [ʊ̃] が挙げられる。
鼻母音で終わる音節というものはそれ自体はあくまでも開音節であるが、次に別の子音で始まる音節が続く場合は鼻子音が実現して閉音節となり、母音の鼻音性は失われる（例: ကောင်းတယ် koṅʻ" tayʻ [káʊn dɛ̀] カウン デー〈良いよ〉）。
- 声門閉鎖音 [ʔ]

驚いたとき「アッ！」といったときなどに喉をぐっとしめた感じの音である。日本語の小さい「っ」に近いが、日本語の場合「アッ」を除けば次の子音の形でとまるので厳密には異なる。（"kattaa"や"kappa"など。）綴りの上では "-p"（ပ်） "-t"（တ်） "-k"（က်） "-c"（စ်） といった末子音が残っているが一部の外来語（/bas ka:/など）を除き、声門閉鎖音に変化している。綴りでは一部の子音記号にアタッ（အသတ် /ʔət̪aʔ/）と呼ばれる補助記号（်）をつけることで表す。子音に綴りの上で "-k"（က်）の場合直前の母音 "-a" は /ɛ/ となって /ɛʔ/ と発音し（例: လက် lakʻ /lɛʔ/ レッ〈手、腕〉）、 "-c"（စ်）の場合直前の母音 "-a" は /ɪ/ となって /ɪʔ/ と発音される（例: သစ် sacʻ /t̪ɪʔ/ ティッ〈新しい〉）。また、綴りの上で
- 直前の母音が "-i"（ိ）で "-p"（ပ်）や "-t"（တ်）と接続する場合: /eʲʔ/（例: စိတ် citʻ /seʲʔ/ セイッ〈心〉）
- 直前の母音が "-u"（ု）で "-p"（ပ်）や "-t"（တ်）と接続する場合: /oʷʔ/（例: ခုတ် khutʻ /kʰoʷʔ/ コウッ〈伐る〉）
- 直前の母音が "-o"（ော）で "-k"（က်）と接続する場合: /aʊʔ/（例: သောက် sokʻ /t̪aʊʔ/ タウッ〈飲む〉）
- 直前の母音が "-ui"（ို）で "-k"（က်）と接続する場合: /aɪʔ/（例: ဗိုက် buikʻ /baɪʔ/ バイッ〈腹〉）

となることに文字学習の際は注意されたい。

### 子音
頭子音は全部で34個ある。
- ビルマ語には有声音・無声音の対立の他に中国語や朝鮮語にみられる有気音・無気音の区別が存在することに注意する。「」内には日本語で近い音を示したが、発音方法に注意すること。

- 破裂音
両唇破裂音
p [p]＜無声無気音＞「パ」行 ပ
ph [pʰ]＜無声有気音＞息を伴う「パ」行 ဖ
b [b]＜有声音＞「バ」行 ဗ、場合によっては ပ や ဖ（例: သီးပင် /t̪íbɪ̀ɰ̃/ ティービン〈果樹〉[7]）
歯茎破裂音
t [t]＜無声無気音＞「タ」行 ※ただし、"th"音や "D"音との混同を避けるため、舌先がやや硬口蓋よりになる。そり舌音にはならない。တ
th [tʰ]＜無声有気音＞息を伴う「タ」行 ထ
d [d]＜有声音＞「ダ」行 ဒ、ဓ、場合によっては တ や ထ（例: တညင်း /dəɲɪ́ɰ̃/ ダニン〈ジリンマメ（ポーランド語版）〉[8]; ထားဝယ် /dəwɛ̀/〈ダウェー）
硬口蓋破裂音
ky [t͡ɕ]＜無声無気音＞「チャ」行 ကျ (k+y)、ကြ (k+r)
khy [t͡ɕʰ]＜無声有気音＞息を伴う「チャ」行 ချ (kh+y), ခြ (kh+r)
j [d͡ʑ]＜有声音＞「ヂャ」行 ဂျ (g+y)、ဂြ (g+r)、場合によっては ကြ（例: လူကြုံ /lùd͡ʑòʷɰ̃/ ルージョン〈知り合いから金品や手紙などを託されて運ぶ旅行者〉）[9]
軟口蓋破裂音
k [k]＜無声無気音＞「カ」行 က
kh [kʰ]＜無声有気音＞息を伴う「カ」行 ခ
g [ɡ]＜有声音＞「ガ」行 ဂ、場合によっては က や ခ
s [θ] ＜無声音＞ သ ※ T, D の調音点は英語の "th-" の音と同じだが、ここでは破裂音の節に含める。歯破裂音 [t̪], [d̪] で発音される場合もある[10]。一方 Jenny & San San Hnin Tun (2016:15) は歯閉鎖音（つまり歯破裂音）であって摩擦音や破擦音ではなく、話者によってはそれぞれ /t, d/ との区別が見られないと述べている。
(s) [ð] ＜有声音＞ သ（例: သီးသီး /t̪ɪ́d̪ɪ́/ ティーディー〈ゾウノリンゴ（英語版）の実〉）[11]
声門破裂音
ʔ ※母音の項参照
- 摩擦音
歯茎摩擦音
c [s]＜無声無気音＞「サ」行 စ
ch [sʰ] ＜無声有気音＞息を伴う「サ」行 ဆ
j [z]＜有声音＞「ザ」行 ဇ、場合によっては ဆ（例: ဆီး /zí/ ズィー〈ナツメ〉）[12]
rh [ɕ]「シャ」行 ရှ (r+h)、လျှ (l+y+h)（例: ရှာ rhā/ɕà/ シャー〈探す〉; လျှာ lyhā /ɕà/ シャー〈舌〉）
h [h]「ハ」行 ဟ
- 鼻音
m [m]「マ」行 မ
mh (MLCTSでは hm) [m̥] 無声の /m/ あるいは出だしに息が入る (英: preaspirated) /m/[13] မှ
n [n]「ナ」行 န
nh (MLCTSでは hn) [n̥] 無声の /n/ あるいは出だしに息が入る /n/[13] နှ
ññ (MLCTSでは ny) [ɲ]「ニャ」行 ည ñña /ɲa̰/ ニャ〈夜〉
ñh (MLCTSでは hny) [ɲ̊] 無声の /ɲ/ あるいは出だしに息が入る /ɲ/[13] ညှ
ṅ  (MLCTSでは ng) [ŋ] 鼻濁音で発音した「ガ」行 င
ṅh (MLCTSでは hng)  [ŋ̊] 無声の /ŋ/ あるいは出だしに息が入る /ŋ/[13] ငှ（例: ငှက် /ŋ̊ɛʔ/ フンゲッ〈鳥〉）
- 半母音
v (MLCTSでは w) [w]「ワ」行 ဝ
vh (MLCTSでは hw) [w̥] 無声の "w"。出だしに息が入り「フワ」といった感じになる。ဝှ
y [ʝ] 日本語の「ヤ」行より摩擦が強い。「濁ったヤ行」に聞こえる。ယ, ရ
- 流音
l [l] 英語のl音 လ
lh (MLCTSでは hl) [l̥] 無声の /l/ あるいは出だしに息が入る /l/[13] လှ /l̥a̰/ フラ〈美しい〉
r パーリ語由来語など外来語に多く、英語の "r"音とほぼ同じ。厳密には有声歯茎接近音とされる[14]。ရ
- 介子音
-w-、-y- の2種類がある。
ကျွဲ kyvai /t͡ɕwɛ́/ チュエ（水牛）、များတယ် myā" tayʻ /mjá dɛ̀/ ミャー デー（多い）など。

日本語の「キャ」行にあたる発音は存在しない。転写すると「ky」となる ကျ やALA-LC翻字法で転写すると「khy」となる ချ は「チャ」行の発音（c、chと同じ）となる。また、転写で「kr」となる ကြ もチャ行音、「yha」ယှ や「rha」ရှ の組み合わせはシャ行音、「gy」ဂျ や「gr」ဂြ はヂャ行音となる。なおこのようなビルマ語の綴りと実際の発音との乖離のために、逆にビルマ語話者は日本語の「東京」（とうきょう、Tokyo）を「とーちょー」のように発音してしまう傾向がある。また、場合によっては無声子音を表す字が有声化することもある。

### 声調
ビルマ語は声調言語であり、音節の音の高低によって意味が区別される。ビルマ語の声調は下降調、低平調、高平調の3つがある。
- 下降調
高音から急激に下がる。ma のように表記する。英語の文献では「きしみ声調」（英: creaky tone）という呼び方をされていることもある、比較的短い声調である。例: စ ca /sa̰/ サァ〈始める〉[15]
- 低平調
低音か中音で平らに発音する。mā のように表記する（無表記）。普通は平らであるが、時に上昇調となる。長さは中である。例: စာ cā /sà/ サー〈言葉、文字〉[15]
- 高平調
高音で平らに発音する。単語が文末に来る場合などはゆるやかに下がる。mā" のように表記する。比較的長く、息もれ声があると分析されることもある。例: စား cā" /sá/ サー〈食べる〉[15]

なお以上のような声調の区別が存在するのは開音節や鼻音終わりの音節の場合の話であり、声門閉鎖音（/ʔ/）で終わる閉音節の場合は声調は中立となる。声門閉鎖音終わりの閉音節に関しては声調を高く発音しようが低く発音しようが、あるいは「きしみ声調」で発音しようが構わないが、大抵の場合は短い音となる。

## 文法
- 基本的に膠着語であり、日本語とよく似た骨格をもつ。ただし孤立語的性格ももつが、動詞を単独で用いることは少なく、あとに小辞を1つないし多数つけるのが普通（そのため膠着語とされる）。
- 文の種類は名詞文と動詞文に大別される。
- 前置詞も日本語と同様語尾変化である。
- 助詞も日本語に似たものが見られる[1]。
- 「おはよう」や「こんにちは」の決まった挨拶の言葉は通常はない（参照: #挨拶表現）。
- ミャンマー人には、通常、姓にあたるものはない。名前は生まれた曜日によって使用される字が決められている。ただし、親の名の一部を自分の名につけて示す場合がある。アウンサンスーチーも、父の名のアウンサン、父方の祖母の名のスー、母の名のキンチーに由来する。

### 所有構文
〈…の〉という名詞句を作るには以下の2通りの方法がある。
1. 所有者を表す名詞の声調を下降調（いわゆる「きしみ声調」）に変化させる（たとえば以下の例では ကျနော် /t͡ɕənɔ̀/ チャノー が ကျနော့် /t͡ɕənɔ̰/ チャノォ に変化している）。
2. 助詞 ရဲ့ /jɛ̰/ イェ[注 2] を所有者を表す名詞に後置する。

- ကျနော့် (ရဲ့) ဆရာ

転写: kya noʻ' (rai') charā
IPA: /t͡ɕənɔ̰ (jɛ̰) sʰəjà/
カナ表記: チャノォ (イェ) サヤー
グロス: 私.男性 (の) 先生
訳:「僕の先生」
ただし ရဲ့ は省略することが可能である。また1.のパターンでも ကျမ /t͡ɕəma̰/〈私(女性)〉のように元から下降調で終わる語の場合は結果的に発音が変化しないということになる。
- ကျမ (ရဲ့) ဆရာ

転写: kya ma (rai') charā
IPA: /t͡ɕəma̰ (jɛ̰) sʰəjà/
カナ表記: チャマァ (イェ) サヤー
グロス: 私.女性 (の) 先生
訳:「私の先生」

### 名詞文
名詞文は〈…は~である〉という内容のものである。
- ကျွန်တော်ဂျပန်လူမျိုးပါ။[注 3]

転写: kyvanʻ toʻ Gyapanʻ lū myui" pā.
IPA: /t͡ɕənɔ̀ d͡ʑəpœ̀n lùmjó bà/
カナ表記: チャノー ジャパン ルーミョー バー
グロス: 私.男性 日本 人種 です
訳:「僕は日本人です。」
- ကျွန်မတိုကျိုတက္ကသိုလ်ကကျောင်းသူပါ။

転写: kyvanʻ ma Tuikyui takkasuilʻ ka kyoṅʻ" sū pā.
IPA: /t͡ɕəma̰ tòt͡ɕòtɛʔkət̪ò ɡa̰ t͡ɕáʊn̪d̪ù bà/
カナ表記: チャマァ トーチョーテッカトー ガァ チャウンドゥー バー
グロス: 私.女性 東京大学 から 女学生 丁寧
訳:「私は東京大学の学生です。」

#### 否定文
否定文は動詞要素を မ ma /mə/ マ と ဘူး bhū" /bú~pʰú/ ブー ~ プー という二つの否定辞で挟んで作ればよい。

#### 疑問文
「はい」か「いいえ」で答えられる疑問文であれば文末に လား lā" /lá/ ラー、「何」や「誰」という疑問詞を用いる疑問文であれば文末に လဲ lai /lɛ́/ レー を置いて作れば良い。
疑問詞には以下のようなものが存在する。
| 表記   | ALA-LC翻字法による転写 | 発音                         | 訳                 |
| ------ | ---------------------- | ---------------------------- | ------------------ |
| ဘာ      | bā                     | /bà/ バー                    | 何                 |
| ဘယ်ဟာ    | bhayʻ hā               | /bɛ̀ hà/ ベーハー             | どれ               |
| ဘယ်သူ    | bhayʻ sū               | /bɛ̀ d̪ù/ ベードゥ             | 誰                 |
| ဘယ်လောက်   | bhayʻ lokʻ             | /bɛ̀ laʊʔ/ ベラウッ           | どのくらい; いくら |
| ဘယ်လို    | bhayʻ lui              | /bɛ̀ lò/ ベーロー             | どのように         |
| ဘယ်မှာ    | bhayʻ mhā              | /bɛ̀ m̥à/ ベーフマ             | どこで             |
| ဘယ်ကို    | bhayʻ kui              | /bɛ̀ ɡò/ ベーゴー             | どこへ             |
| ဘယ်တော့    | bhayʻ to'              | /bɛ̀ dɔ̰/ ベードォ             | （未来の）いつ     |
| ဘယ်တုန်းက  | bhayʻ tunʻ" ka         | /bɛ̀ dóʊŋ ɡa̰/ ベードゥンガ    | （過去の）いつ     |
| ဘယ်နှစ်နာရီ | bhayʻ nhacʻ nārī       | /bɛ̀ n̥ə nàjì/ ベフナナーイー  | 何時               |
| ဘာဖြစ်လို့   | bā phracʻ lui'         | /bà pʰjɪʔ lo̰/ バーピィッロゥ | なぜ               |

### 動詞文
名詞文に対し、動詞文は〈…は~する〉という内容のものであるが、ビルマ語では動詞自体が時制によって変化することはない。動詞の後ろに専用の助詞を付加して時制を表す。ビルマ語の時制は非未来と未来の二項対立であり、このうち非未来は現在と過去の両方を兼ねている。非未来の助詞は တယ် tayʻ /dɛ̀~tɛ̀/ デー ~ テー（文語では သည် saññʻ /d̪ì/ ディー）、未来の助詞は မယ် mayʻ /mɛ̀/ メー（文語では မည် maññʻ /mjì/ ミー）である。
- ကျမ ရန်ကုန် ကို သွား တယ်။[22]

転写: kya ma Ranʻ kunʻ kui svā" tayʻ.
IPA: /t͡ɕəma̰ jœ̀ŋɡòʷŋ ɡò t̪wá dɛ̀/
カナ表記: チャマァ ヤンゴウン ゴー トワー デー
グロス: 私.女性 ヤンゴン に 行く 〔非未来〕
訳:「私はヤンゴンに行く。」
この文は〈今行くところである〉という意味にも〈既に行った〉という意味にもどちらにも解釈できる。はっきり〈行った〉と言いたい場合には〈動作が完全に終了した〉ことを表す助動詞 ခဲ့ khai' /ɡɛ̰~kʰɛ̰/ ゲェ ~ ケェ を用いれば良い（例: သွားခဲ့တယ် svā" khai' tayʻ /t̪wá ɡɛ̰ dɛ̀/ トワー ゲェ デー）。

#### 否定文
否定文は動詞要素を မ と ဘူး という二つの否定辞で挟んで作ればよい。
- ကျမ ရန်ကုန် ကို မသွားဘူး။[25]

転写: kya ma Ranʻ kunʻ kui ma svā" bhū".
IPA: /t͡ɕəma̰ jœ̀ŋɡòʷŋ ɡò mə t̪wá bú/
カナ表記: チャマァ ヤンゴウン ゴー マ トワー ブー
グロス: 私.女性 ヤンゴン に 〔否定〕 行く 〔否定〕
訳:「私はヤンゴンに行かなかった。」
ただし、名詞と動詞を組み合わせて作られた動詞を否定する場合は、語源的に動詞であった要素のみを二つの否定辞で挟む。以下の例では စိတ်ပါ citʻ pā /seʲʔ pà/〈興味がある〉という動詞が否定されているが、これは စိတ် /seʲʔ/〈心〉+ ပါ /pà/〈持ち合わせる〉から成るものである。
- ဒီဆိုင် က လက်ဆောင်ပစ္စည်းတွေ ကို စိတ်မပါဘူး။[26]

転写: dī chuiṅʻ ka lakʻchoṅʻ paccaññʻ" tve kui citʻ ma pā bhū".
IPA: /dì sʰàɪŋ ɡa̰ lɛʔsʰàʊm pjɪʔsí dwè ɡò seʲʔ mə pà bú/
カナ表記: ディー サイン ガァ レッサウン ピッスィー ドウェー ゴー セイッ マ パー ブー
グロス: この 店 の 贈り物 物 達 に 心 〔否定〕 持ち合わせる 〔否定〕
訳:「この店のおみやげ品には興味ありません。」

#### 疑問文
「はい」か「いいえ」で答えられる疑問文であれば文末に လား lā" /lá/ ラー、「何」や「誰」という疑問詞を用いる疑問文であれば文末に လဲ lai /lɛ́/ レー を置いて作れば良い。
「はい/いいえ」疑問文の例:
- ထမင်းစားပြီးပြီလား။

転写: tha maṅʻ" cā" prī" prī lā".
IPA: /tʰəmɪ́n sá pí bì lá/
カナ表記: タミン サー ピー ビー ラー
グロス: ご飯 食べる 終わる 〔新たな状況〕 か
訳:「ご飯は食べ終わりましたか。」（参照: #挨拶表現）
疑問詞を用いる疑問文の例:
- ဘယ်သွားမလို့လဲ။

転写: bhayʻ svā" ma lui' lai.
IPA: /bɛ̀ t̪wá mə lo̰ lɛ́/
カナ表記: ベー トワー マ ロォ レー
グロス: どこ 行く fut ところ か
訳:「どこに行くところですか。」（参照: #挨拶表現）

#### 動詞句
なお時制の助詞は全て低平調であるがこれを下降調（「きしみ声調」）に変えると、名詞を修飾する動詞句を作ることが可能となる（口語・非未来: တယ် tayʻ /dɛ̀~tɛ̀/ デー ~ テー → တဲ့ tai' /dɛ̰~tɛ̰/ デェ ~ テェ、文語・非未来: သည် saññʻ /d̪ì/ ディー → သည့် saññʻ' /d̪ḭ/ ディ; 口語・未来: မယ် mayʻ /mɛ̀/ メー → မယ့် mayʻ' /mɛ̰/ メェ、文語・未来: မည် maññʻ /mjì/ ミー → မည့် maññʻ' /mjḭ/ ミィ）。
- သံလွင်မြစ်အတိုင်းဆင်းလာတဲ့အခါဒီနေရာမှာကွန်းလုံဆိုတဲ့နေရာရှိတယ်။[27]

転写: Saṃ lvaṅʻ mracʻ ʼa tuiṅʻ" chaṅʻ" lā tai' ʼa khā dī ne rā mhā Kvanʻ luṃ chui tai' ne rā rhi tayʻ.
IPA: /t̪œ̀nlwɪ̀m mjɪʔ ʔətáɪn sʰɪ́n là dɛ̰ ʔəkʰà dì nèjà m̥à kʊ̀nlòʷn sʰò dɛ̰ nèjà ɕḭ dɛ̀/
カナ表記: タンルウィン ミッ アタイン スィン ラー デェ アカー ディー ネーヤー フマー クンロウン ソー デェ ネーヤー シー デ－
グロス: タンルウィン 川 沿って 下る 来る rel 際 この 場所 loc クンロン という rel 場所 在る 非未来
訳:「タンルウィン川沿いに下って来た際、この場所にクンロンという場所がある。」

#### 助動詞
ビルマ語には動詞の後ろにつけて様々な意味合いを出す助動詞が何種類も存在する。中には လိုက် luikʻ /laɪʔ/ ライッ（本動詞としては〈従う〉などの意味を持つ）や ခဲ့ khai' /ɡɛ̰~kʰɛ̰/ ゲェ ~ ケェ（一般的には〈距離あるいは時間の移動〉のニュアンスがあるとされる。#動詞文の例文も参照）のように意味記述が難しいとされるものも存在する。

##### 可能の助動詞
可能、つまり日本語では「…できる」「…られる」などと訳せる助動詞は ရ /ja̰/ ヤ、တတ် /daʔ~taʔ/ ダッ ~ タッ、နိုင် /nàɪɰ̃/ ナイン の3種類が存在する。
まず ရ は本動詞としては〈得る〉の意味を持ち、動詞の後に従属節化の လို့ lui' /lo̰/ ロォ を置いたさらにその後ろに現れ、英語の can や may と同様に一般的な可能性、〈何かをするにあたって障害がない〉という意味合いがある。
次に တတ် には主語の先天的あるいは後天的な技能を表す意味合いがあり、〈…語を話せる〉という文もこの助動詞を用いて表現される。
そして နိုင် は本動詞としては〈勝ち取る〉の意味を持つが、精神的・物理的に何かを行うことが可能であるという意味合いを持ち、その瞬間に何ができるかということが重要であるというのが တတ် とは異なる点である。ただし နိုင် は一般的・仮定的な可能性の意味を表すために使われる場合もあり、この場合は「動詞 + လို့ရတယ်」の構文の場合と意味が被る。
これらの助動詞を同じ主語・同じ本動詞と共に用いた文には以下のようなニュアンスの差が出てくる。
- ကျွန်တော်ပြောလို့မရဘူး။

転写: kyvanʻ toʻ pro lui' ma ra bhū".
IPA: /t͡ɕənɔ̀ pjɔ́ lo̰ mə ja̰ bú/
カナ表記: チャノー ピョー ロォ マ ヤ ブー
グロス: 私.男 話す 〔従属節化〕 〔否定〕 得る 〔否定〕
訳:「僕が話すのは無理だ。」
含意:〈僕には話すことが許されていない〉あるいは〈僕には話す機会がない〉
- ကျွန်တော်မပြောတတ်ဘူး။

転写: kyvanʻ toʻ ma pro tatʻ bhū".
IPA: /t͡ɕənɔ̀ mə pjɔ́ daʔ bú/
カナ表記: チャノー  マ ピョー ダッ ブー
グロス: 私.男 〔否定〕 話す できる 〔否定〕
訳:「僕は話せない。」
含意:〈僕は言語が分からない〉あるいは〈僕は何も思いつかない〉
- ကျွန်တော်မပြောနိုင်ဘူး။

転写: kyvanʻ toʻ ma pro nuiṅʻ bhū".
IPA: /t͡ɕənɔ̀ mə pjɔ́ nàɪm bú/
カナ表記: チャノー  マ ピョー ナイン ブー
グロス: 私.男 〔否定〕 話す 勝ち取る 〔否定〕
訳:「僕は話せない。」
含意:〈僕は疲れ過ぎている〉、〈僕は興奮し過ぎている〉など

### 「形容詞」と「副詞」
名詞や動詞と異なり、ビルマ語において「形容詞」や「副詞」は品詞としてはっきり定まっているものではない。

#### 「形容詞」
ビルマ語の「形容詞」（例: ကောင်း koṅʻ" /káʊɰ̃/ カウン〈良い〉）は文中での働き（統語）が動詞（例: စား cā" /sá/ サー〈食べる〉）とさほど変わらず実質的には状態動詞の一部に過ぎないが、ミャンマーの学者には「形容詞」にあたる呼び方をする傾向が見られる。状態動詞（英: stative verb; あるいは特性動詞 英: property verb とも）は英語等西洋の言語の形容詞に対応するが、名詞の後ろで限定の機能を果たす場合に重複させることが可能である（例: အိမ်ကြီးကြီး ʼimʻ krī" krī" /èʲɰ̃ t͡ɕíd͡ʑí/ エイン チージー〈大きな家〉）。
また動詞に接頭辞 အ ʼa- /ʔə/ ア をつけて名詞化され名詞に後置されたものを postnominal modifier（あるいは postnominal attributive）と、 名詞の前に置かれて修飾する別の名詞を prenominal modifier と呼び、これらを Nominal attributives という節で扱う文法書も存在する。

#### 「副詞」
副詞は統語的また形態的に様々な可能性を示し、名詞のようにも動詞のようにも振る舞う。多くの場合、動詞が副詞の役割を果たす。Jenny & San San Hnin Tun (2016:9) は「副詞」の話をする場合、「統語的に統一された統語カテゴリではなく、むしろ意味論に基づいたカテゴリであることに留意されたい」と述べている。
たとえば動詞の前に置かれてその動詞の修飾を行う状態動詞（重複させることが可能）は副詞的な機能を果たしていると見ることができる（例: မြန်မြန်သွား mranʻ mranʻ svā" /mjœ̀mmjœ̀n̪ t̪wá/ ミャンミャン トワー〈素早く行く〉）。

## 挨拶表現
ビルマ語の挨拶表現としては一応 မင်္ဂလာပါ maṅgalā pā [mɪ̀ŋɡəlà bà] ミンガラーバー（文字通りには「吉祥です」）というものが存在し、これは一日のうちどの時間帯においても使用することが可能である。つまり、〈おはよう〉、〈こんにちは〉、〈こんばんは〉の全てがこの表現となる。しかし、この表現は1962年のネ・ウィン軍事政権成立以降からビルマ化政策の一環として新たに学校教育で使われ始めたものであり、学校では定着したものの、ビルマ人同士の日常生活においてはほとんど使用されない。ビルマ人同士では時間帯を問わず ထမင်းစားပြီးပြီလား tha maṅʻ" cā" prī"prī lā" /tʰəmɪ́n sá pí bì lá/ タミンサーピービーラー〈ご飯は食べ終わりましたか〉、နေကောင်းတယ်နော် ne koṅʻ" tayʻ noʻ [nèkáʊn dɛ̀ nɔ̀] ネーカウンデーノー〈お元気ですよね〉、ဘယ်သွားမလို့လဲ bhayʻ svā" ma lui' lai [bɛ̀ t̪wá mə lo̰ lɛ́] ベートワーマローレー〈どこに行くところですか〉などを挨拶にあたる表現として用いている。

## ビルマ語由来の語
植物:

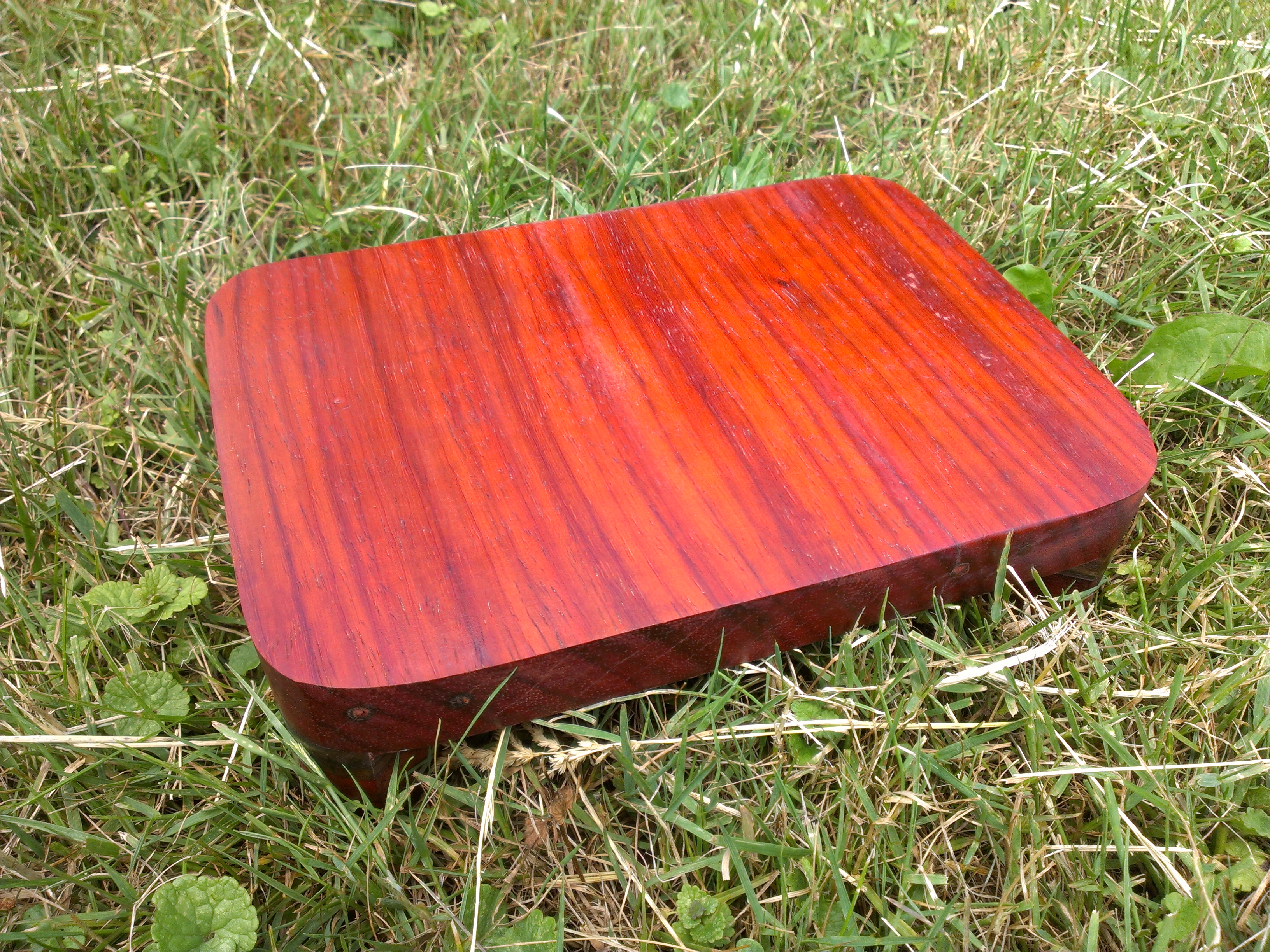
アフリカパドゥクの材から作られた盆栽台。

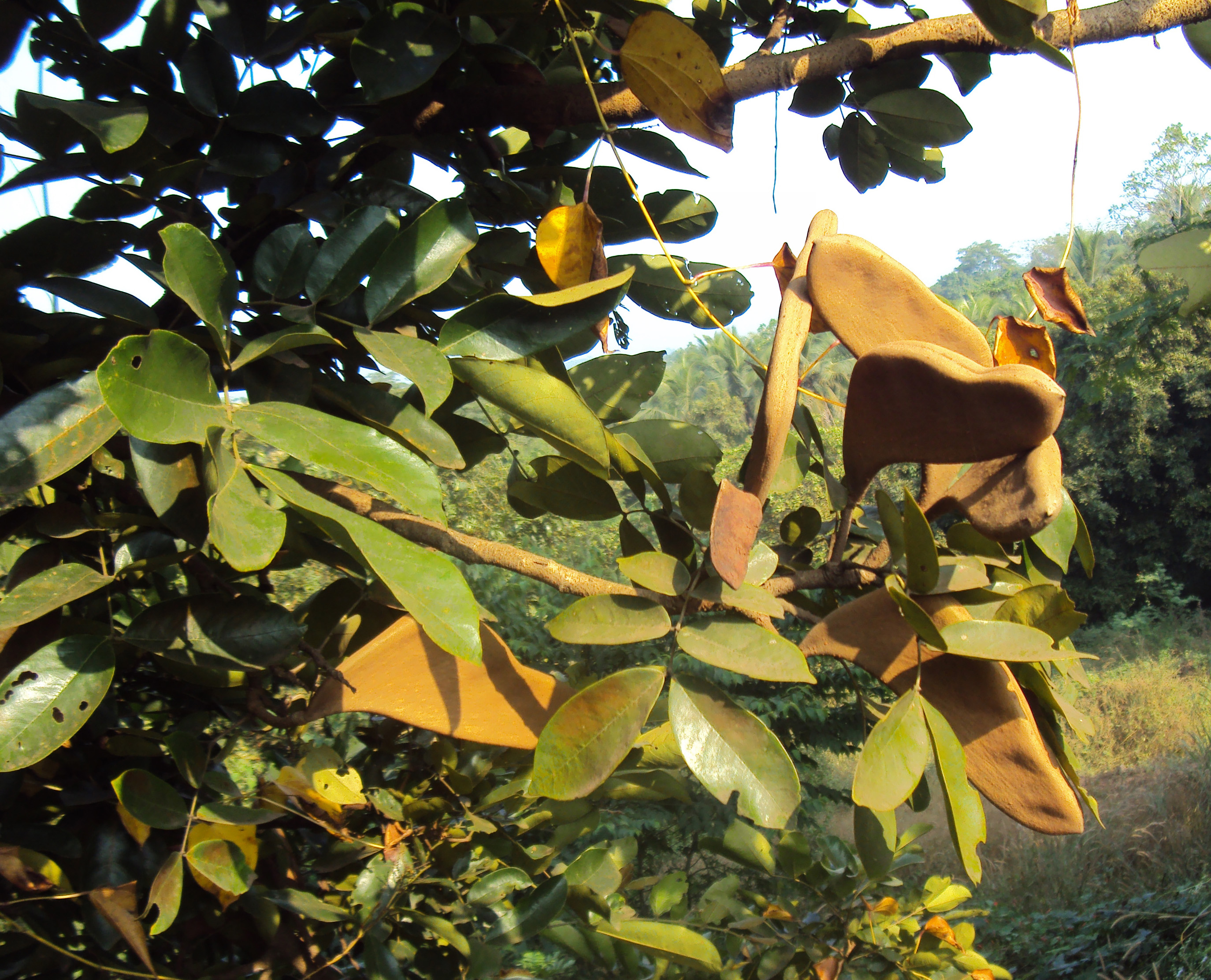
ピンカドの葉と実

- カンインビュ（ကညင်ဖြူ [kəɲɪ̀mbjù] カニンビュー）- 学名: Dipterocarpus alatus。フタバガキ科[41][42]。
- パドックあるいはパドウク（ပိတောက် /bədaʊʔ/ バダウッ）- ビルマカリン（Pterocarpus macrocarpus）を筆頭にインドシタン（別名: インドカリン; P. indicus）、アンダマンカリン（P. dalbergioides）、マラバルキノカリン（P. marsupium）といったマメ科インドカリン属（英語版）の複数の樹種を指す語[43]。パドックの名はビルマカリンのみならず、同属だが熱帯アフリカ産のアフリカパドゥク/アフリカカリン（P. soyauxii）から得られた材も指すようになり、両者とも床柱やカウンター材に用いられ[44]、強度も耐久性も高い[45]。ビルマ語から借用された英語の padauk あるいは padouk はインドカリン属の樹種全般を指す[46]。
- ピンカド（ပျဉ်းကတိုး [pjɪ́ŋɡədó] ピンガドー）- ビルマテツボクともいう。学名: Xylia xylocarpa（シノニム: X. dolabriformis[47]）。マメ科で耐久性が高いが割れやすく、重構造物、高級建築、内装、橋梁、造船、車両、農器具に用いられる材が得られる[48]。英語では pyinkado[46] や ironwood of Burma と呼ぶ[48]。

服飾:
- ロンジー（လုံချည်[49] /lòʷɰ̃d͡ʑì/ ロウンジー）